# Le Garde du cœur
Le Garde du cœur est un roman de Françoise Sagan, publié en 1968.

## Résumé
Dans cet ouvrage, c'est Dorothy Seymour qui endosse le rôle du narrateur ; il s'agit d'une scénariste d'une quarantaine d'années, séduisante, amatrice de whisky et relativement désabusée du monde d'Hollywood dans lequel elle est immergée. Cela ne l'empêche pas de revendiquer son droit à la futilité et à l'évasion inutile face aux prétentions d'absolu que manifeste Lewis. Elle a recueilli cet étrange jeune homme chez elle après qu'il se fut, une nuit, littéralement jeté sous les roues de la Jaguar que conduisait son amant-camarade, Paul Brett. Ce jeune homme va peu à peu prendre une place croissante - et même envahissante - dans sa vie, en raison de la tendresse démesurée qu'il lui porte. Elle tentera de l'obliger à prendre son indépendance vis-à-vis d'elle, une fois sa jambe guérie, en faisant de lui un fantastique jeune premier.
Il faut avouer que la tâche est aisée, tant la beauté de Lewis semble irréelle : des yeux verts, des traits félins, une chevelure brune et un charme envoûtant. Néanmoins, être devenu un acteur qui n'a besoin de personne ne suffit pas pour l'empêcher de l'entourer d'une tendre et violente sollicitude. Il la laisse vivre sa vie, accepte Paul sans même vouloir lutter. Mais il refuse par tous les moyens qu'elle puisse avoir à souffrir ; tous les moyens incluant les pires. Une relation étrange se tisse donc entre Dorothy et son garde du cœur. L'exigence radicale de pureté qu'incarne Lewis s'oppose sans doute à la manière conciliante qu'à Dorothy de prendre la vie, et ses plaisirs, et les hommes ; cependant, une semblable forme de jeunesse triste et de désillusion, de générosité et d'attitudes enfantines les rapproche. Ils ont également l'amoralité en commun : amoralité globale et inconsciente chez Dorothy, amoralité stratégique pourrions-nous dire, dès lors qu'il y a une soumission absolue des moyens aux fins, chez Lewis.
Paul Brett, le troisième personnage, est en quelque sorte l'incarnation de l'homme normal. Étranger à cette relation, il ne la comprend pas vraiment, mais après tout, lui aussi aime Dorothy.

## Incipit
L'incipit du roman est : « La route du bord de mer, à Santa Monica, près d’Hollywood, s’allongeait, droite, implacable, sous la ronronnante Jaguar de Paul. Il faisait chaud, tiède, l’air sentait l’essence et la nuit. Paul roulait à cent cinquante. Il en avait adopté le profil distrait des gens qui conduisent trop vite, et, sur ses mains, des gants habilement troués aux phalanges, comme ceux des grands conducteurs, des mains qui, de ce fait, me semblaient légèrement répugnantes. ».

## Thèmes
Ce roman reprend nombre des thèmes chers à Sagan. Toutefois, la narratrice est plus vieille que celle de Bonjour tristesse ; on n'évoque moins ici l'univers des jeunes adolescentes découvrant la vie, l'amour, le jeu et la réalité. Sagan a quinze ans de plus, elle aussi. L'identification de l'auteur à sa narratrice, fréquemment notée chez elle, existe donc encore dans ce roman. L'héroïne est restée la même : une femme jolie, forte de son pouvoir de séduction et aimant l'utiliser, portée sur le whisky, à la moralité floue, ce dont elle a tout à fait conscience. Les amours étranges et vaguement impossibles entre individus que séparent une vingtaine d'années sont présentes de nouveau, de même que la vie facile et brillante.